# La Faim du tigre
La Faim du tigre est un essai de métaphysique, publié en 1966, écrit par René Barjavel.

## Caractéristiques et présentation générale
Le titre de cet essai provient de Bubu de Montparnasse de Charles-Louis Philippe, que l'on retrouve dans les pages préliminaires de cet ouvrage. Cette citation est elle-même extraite d'un texte plus large, qui donne un aperçu intéressant de la tonalité de l'ouvrage : 
« La faim du tigre est comme la faim de l'agneau. C'est la faim naturelle et implacable, mais douloureuse, de vivre. C'est cet appétit insatiable de provoquer ou d'endurer l'atrocité au quotidien, pour perdurer, toujours, ce sinistre théâtre où s'illustrent souffrances, crimes, terreur et esclavage, auxquels seule la Mort peut mettre fin. La Faim du tigre, c'est enfin et surtout la recherche rageuse de la raison pour laquelle, dans un cynisme sordide, ce sont la grâce, la beauté, l'innocence et l'amour, qui ont été choisis pour rythmer cette tragédie ».

## Résumé
Le livre s'articule autour de trois idées principales qui viennent soutenir la thèse de l'auteur. Barjavel met en lumière la vanité et l'absurdité de la condition humaine et s'interroge sur la violence intrinsèque à toute vie. Il pointe l'incapacité de l'homme à appréhender et comprendre le monde dans lequel il est plongé au-delà des apparences et de ses sens par nature limités. Enfin, il  part à la recherche des traces d'une vérité perdue sur le sens de la vie dont les religions révélées auraient été les dépositaires.
Mais c'est toute une réflexion sur l'être humain, Dieu et la vie que nous propose Barjavel dans ce livre bouleversant.
René Barjavel a déclaré : « Je donnerais tous mes livres pour celui-ci. » (autographe dans l'édition chez Denoël, 1982)